# Сініша Малешевич
Сініша Малешевич MRIA, MAE (англ. Sinisa Malesevic, нар. 5 квітня 1969, Баня-Лука) — ірландський вчений, професор кафедри соціології в Університетському коледжі, Дублін, Ірландія. Він також є старшим науковим співробітником у Національній консерваторії мистецтв та мистецтв (CNAM), Париж, Франція. Наукові інтереси Малешевича - порівняльно-історичне та теоретичне дослідження етнічної приналежності, національних держав, націоналізму, імперій, ідеології, війни, насильства та соціологічної теорії. Він є автором дев'яти та редактором восьми книг та томів, включаючи впливові монографії «Ідеологія, легітимність та нова держава» (2002), «Соціологія етнічності» (2004), «Ідентичність як ідеологія» (2006), «Соціологія війни та насильства» (2010), Національні держави та націоналізми (2013), Підйом організованої жорстокості (2017) та Обґрунтовані націоналізми (2019).
The Rise of Organized Brutality є лауреатом видатної книжкової премії за 2018 рік від Американської соціологічної асоціації з питань миру, війни та соціальних конфліктів, а «Обгрунтовані націоналізми» здобув другу (почесною відзнакою) преміє Штейна Роккана за порівняльну соціальну Наукові дослідження. Малешевич також є автором понад 100 рецензованих статей журналів та розділів книг, а також провів понад 120 запрошених доповідей по всьому світу. Його робота перекладена багатьма мовами, включаючи албанську, арабську, китайську, хорватську, французьку, індонезійську, японську, перську, португальську, сербську, іспанську, турецьку та російську. Раніше він займався науковими та викладацькими роботами в Інституті міжнародних відносин (Загреб), Центрі вивчення націоналізму, CEU (Прага) — де він працював із покійним Ернестом Гелнером — та в Ірландському національному університеті, Голуей. Він також проводив виїзні професури та стипендії в Університеті Лібре де Брюссель (завідувач кафедри досліджень конфліктів та миру Ерік Ремакл), Інституті гуманітарних наук, Відень, Лондонській школі економіки, Університеті Упсали та Нідерландському інституті перспективних гуманітарних наук та соціальних наук, Амстердам. У березні 2010 року він був обраний членом Королівської ірландської академії, у грудні 2012 року обраний асоційованим членом Академії наук і мистецтв Боснії та Герцеговини, а в серпні 2014 року — членом Academia Europaea.